# Buton

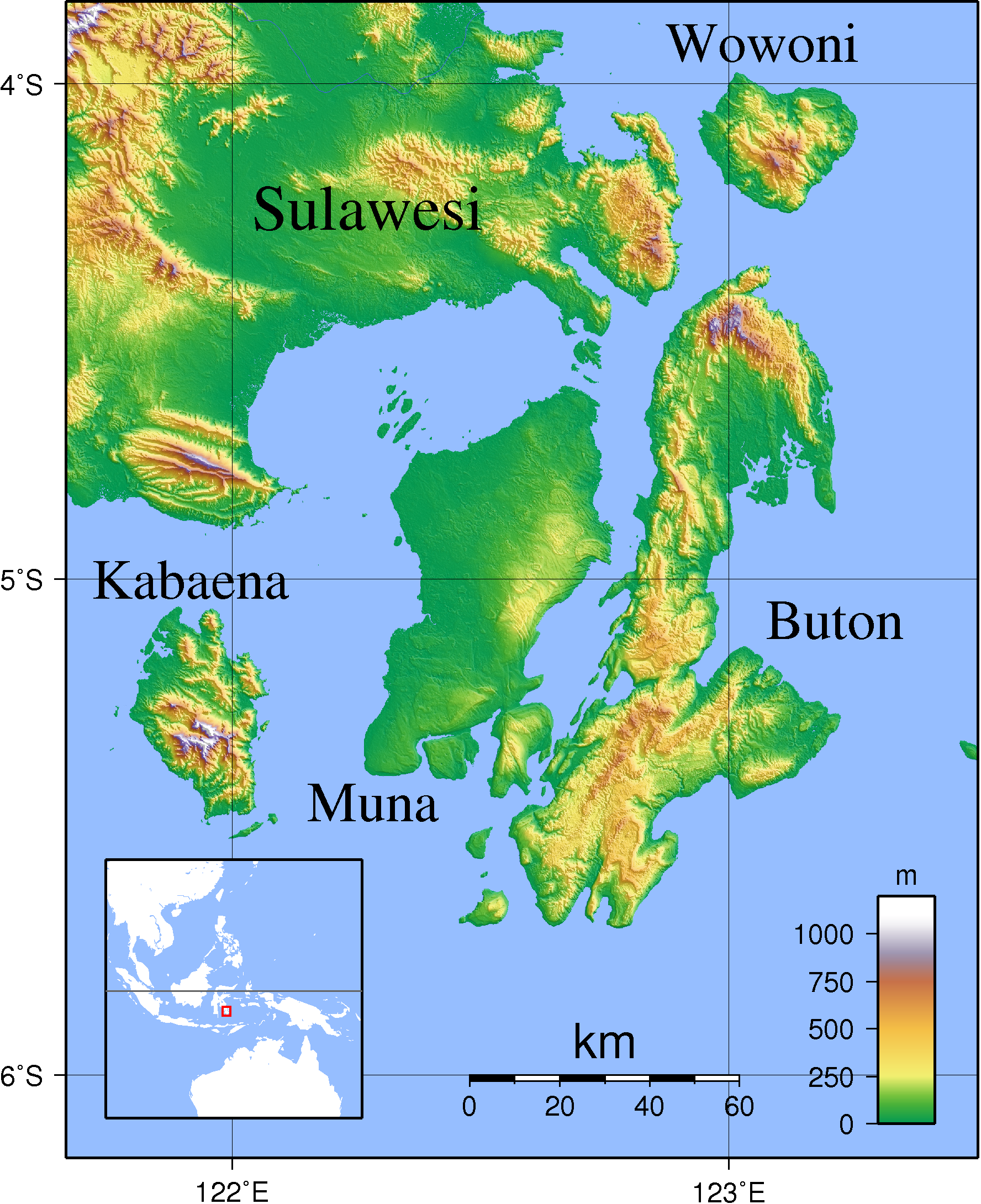
Arquipélago de Buton, ilha na Indonésia

Buton, ou Butung, é um arquipélago na província de Celebes do Sudeste, na Indonésia que contém a ilha do mesmo nome, e as ilhas de Muna, Wowoni e Kabaena. A sua área total é de cerca de 4.200 km². A ilha principal está coberta por floresta e é atravessada no seu eixo maior por uma cadeia de colinas calcárias cuja altitude máxima é de 1.190 m.
A capital administrativa, e porto principal, é a cidade de Bau-Bau na costa sudoeste.